# Останнє кохання містера Моргана
«Останнє кохання містера Моргана» (англ. Mr. Morgan's Last Love) — комедійна драма режисерки і сценаристки Сандри Неттлбек, що вийшла 2013 року. У головних ролях Майкл Кейн, Клеманс Поезі, Джастін Кірк. Стрічку знято на основі роману «La Douceur Assassine» Франсуа Дорнера.
Продюсерами були Астрід Камке, Френк Камінські та інші. Вперше фільм продемонстрували у червні 2013 року у Китаї на Шанхайському міжнародному кінофестивалі. В Україні у кінопрокаті прем'єра фільму має відбутися 6 лютого 2014 року.

## Сюжет
Овдовілий американський професор Метью Морґан живе у Парижі, де викладав філософію. Він мріяв разом зі своєю дружиною провести старість у столиці Франції, проте її смерть все змінила і він втратив сенс життя. Познайомившись із молодою, відкритою парижанкою Полін Льобі, викладачкою танців, Метью віднаходить сенс життя.

## У ролях
| Актор             | Персонаж                          | Роль                        |
| ----------------- | --------------------------------- | --------------------------- |
| Майкл Кейн        | Метью Морґан англ. Matthew Morgan | професор філософії, вдівець |
| Клеманс Поезі     | Полін Льобі англ. Pauline Laubie  | молода парижанка            |
| Джастін Кірк      | Майлз Морґан англ. Miles Morgan   | син Метью                   |
| Джейн Александер  | Джоан Морґан англ. Joan Morgan    | дружина Метью               |
| Джилліан Андерсон | Карен Морґан англ. Karen Morgan   | дочка Метью                 |

## Сприйняття

### Критика
Фільм отримав негативно-позитивні відгуки: Rotten Tomatoes дав оцінку 35% на основі 20 відгуків від критиків (середня оцінка 4,9/10) і 61% від глядачів із середньою оцінкою 3,5/5 (413 голосів). Загалом на сайті фільми має змішаний рейтинг, фільму зарахований «гнилий помідор» від кінокритиків, проте «попкорн» від глядачів, Internet Movie Database — 6,9/10 (3 105 голосів), Metacritic — 37/100 (12 відгуків критиків). Загалом на цьому ресурсі від критиків фільм отримав негативні відгуки.

### Касові збори
Під час показу у Німеччині, що розпочався 22 серпня 2013 року, протягом першого тижня фільм показали у 66 кінотеатрах і він зібрав 282,140 доларів, що на той час дозволило йому зайняти 15 місце серед усіх прем'єр. Показ фільму протривав 8 тижнів і за цей час фільм зібрав у прокаті у Німеччині 1,538,512  доларів США.

### Нагороди і номінації[9]
| Рік  | Нагорода                              | Категорія       | Номінант | Результат |
| ---- | ------------------------------------- | --------------- | -------- | --------- |
| 2013 | Шанхайський міжнародний кінофестиваль | Найкращий фільм | стрічка  | Номінація |

### Виноски
1. 1 2  Mr. Morgan's Last Love: Release Info (англ.). Internet Movie Database. Процитовано 5 лютого 2014.
2. 1 2  Останнє кохання містера Моргана. Kino-teatr.ua. Процитовано 5 лютого 2014.
3. ↑  Mr. Morgan's Last Love (англ.). Box Office Mojo. Процитовано 5 лютого 2014.
4. 1 2  Mr. Morgan's Last Love (англ.). Internet Movie Database. Процитовано 5 лютого 2014.
5. 1 2  Mr. Morgan's Last Love: Full Cast & Crew (англ.). Internet Movie Database. Процитовано 5 лютого 2014.
6. ↑  Last Love (англ.). Rotten Tomatoes. Процитовано 5 лютого 2014.
7. ↑  Last Love (англ.). Metacritic. Процитовано 5 лютого 2014.
8. ↑  Mr. Morgan's Last Love — Germany Weekend Box Office (англ.). Box Office Mojo. Процитовано 5 лютого 2014.
9. ↑  Mr. Morgan's Last Love: Awards (англ.). Internet Movie Database. Процитовано 5 лютого 2014.